# Bramdean
Bramdean est un village anglais situé dans le Hampshire.